# Torriani
Torriani o Della Torre fou una família italiana que va governar a Milà i altres llocs del nord de la península Itàlica. L'ancestre fou Martí I, fidel de l'emperador Conradí de Sicília, mort el 1147 a Damasc. El seu fill es deia Pagano I, i el fill d'aquest Jaume, que fou jutge de Milà i va morir el 1216. El seu germà Pagano II fou podestà de Pàdua i jutge de Milà. El seu fill Martí II, fou cònsol de Milà i va morir sense successió.
Pagano III, fill de Jaume I, fou podestà de Brescia, Bèrgam i Milà i va morir el 1247. Son germà Martí III fou cònsol de Milà i va usurpar el poder absolut (1247-1259) fins a la seva mort, i fou també podestà de Como, Novara i Lodi. Son germà Felip fou cònsol a Gènova però va ser enderrocat el 1256, i després va ser senyor de Milà fins al 1265.
Raimon Torriani, fill de Pagano II, fou bisbe de Como (1262-1273) i després patriarca d'Aquileia (1273-1299) fins a la seva mort. Son germà Salvino va sortir de Milà després del triomf dels Visconti i va marxar al Friul on va ser el tronc dels comtes de Thurn i Taxis; un altre germà, Paganino Torriani fou podestà de Vercelli i va ser assassinat per alguns nobles, que van ser castigats per son germà Nappo o Napoleó, que el 1259 va succeir a Felip com a senyor de Milà, Bèrgam, Lodi, Novara i Vercelli; va combatre els Visconti però aquests el van fer presoner el 1277 i va morir engabiat el 1278; Francesc, germà de Napoleó, fou podestà de Brescia, Alessandria, Bèrgam, Lodi i Novara i va morir en la batalla de Desio (1281) contra els Visconti; son germà Erecco fou podestà de Novara el 1266 i després de Bolonya, Cremona i Orvieto, i va ser fet presoner a la batalla de Desio (1281) i més tard, alliberat, es va establir al Friul on la seva branca es va extingir dos segles després. Godofred, el darrer germà fou podestà de Novara el 1265 i després de Florència i de Pàdua, i la seva branca també es va extingir el segle xiv.
Inferaldo, fill de Paganino, fou fet presoner pels Visconti a Ponteliato, però el 1302, a la caiguda de Mateu Visconti, va entrar a Milà junt amb el seu cosí Guiu fins que va haver de fugir el 1311. Son germà Gabri, va combatre contra els Visconti i el 1307 fou nomenat capità dels güelfs a Asti. Guiu, fill de Francesc, fou fet presoner a la batalla de Desio el 1281, i alliberat el 1288. Poc després va començar la lluita contra els Visconti als quals va foragitar de Milà el 1302. El 1307 fou nomenat senyor i el 1311 va aixecar el poble contra l'emperador Enric VII que el va derrotar i va fugir, morint a Mòdena el 1312.
Conrad Mosca, fill de Napoleó, fou nomenat podestà de Màntua el 1266 i després governador de Trieste. El 1302, a la caiguda dels Visconti, fou nomenat senyor de Milà i va morir el 1307. Son germà Reinald Passerino va expulsar els gibel·lins de Cremona i va ser elegit podestà el 1312. Després fou governador d'Alessandria, Piacenza, Parma, Reggio i Faenza. Un tercer germà, Cassone, va deixar un fill, Martí, que fou capità del poble a Como després del 1302 i va morir a Milà el 1307. Simó, fill de Guiu, va morir combatent els Visconti a la batalla de Vaprio el 1324, i la seva branca es va extingir el segle xvii.
Nappino, fill de Conrad Mosca, servi a Florència i el 1317 fou enviat a Gènova en ajuda del rei i el 1320 va combatre els gibel·lins de Bolonya, i va morir el 1329, extingint-se la seva branca el segle xviii. Son germà Florimond va intentar recuperar Milà sense èxit; son germà Pagano de Torre fou bisbe de Pàdua i patriarca d'Aquileia el 1319 fins que va morir el 1332; un altre germà, Cassone o Gaston, fou bisbe de Milà, però acusat per Guiu de ser amic dels Visconti, va ser desposseït i tot i que l'emperador va fer restaurar-lo els Visconti el van destituir el 1311, essent nomenat patriarca d'Aquileia el 1316, i va morir el 1318. El darrer fill de Conrad Mosca, Paganino, fou podestà de Como i senador de la ciutat de Roma.
Dels descendents cal esmentar a Jerònim Torriani a qui l'emperador Carles V d'Alemanya va nomenar comte de Valsassina i de l'Imperi, amb possessions a Moràvia el 1533 i que va morir a Venècia el 1590; Francesc Torriani, conseller de l'emperador Ferran I i baró de l'Imperi, ambaixador a Venècia el 1558; i Carles Torriani, governador de Trieste el 1666 encarcerat per les seves malifetes i que va morir a presó.

## Senyors de Milà
- Martí Torriani 1247-1259
- Felip Torriani 1259-1625
- Napoleó Torriani 1265-1277
- Conrad Mosca 1277-1281 (regent 1277-1278)
- als Visconti 1281 a 1302
- Conrad Mosca 1302-1307
- Guiu 1302-1311
- als Visconti 1311

## Enllaços
- Rocca di Baiedo